# Latrodectus variolus
Latrodectus variolus là một loài nhện trong họ Theridiidae.